# Мазурич, Альфред Марьянович
Альфред Марьянович Мазурич (бел. Альфрэд Мар’янавіч Мазурыч; род. 5 декабря 2003, Гродно) — белорусский футболист, полузащитник гродненского «Немана». Выступает на правах аренды в клубе «МЛ Витебск».

## Карьера

### «Неман» Гродно

#### Начало карьеры
Воспитанник футбольной академии гродненского «Неман». Первым тренером игрока был Сергей Викентьевич Адамович. В 2020 году футболист стал выступать за дублирующий состав клуба. За основную команду клуба футболист дебютировал 19 сентября 2021 года в матче против «Сморгони», где вышел на замену на 86 минуте. В дальнейшем оставался игроком скамейки запасных. В начале 2022 года футболист начинал подготовку к новому сезону с основной командой клуба. Первый матч футболист сыграл 2 мая 2022 года против «Энергетика-БГУ», выйдя на замену на 82 минуте. В январе 2023 года футболист проходил просмотр в «Барановичах», однако вернулся в гродненский клуб, где отправился выступать за дублирующий состав. В июле 2023 года футболист вместе с клубом отправился на квалификационные матчи Лиги конференций УЕФА. Однако за сезон футболист ни провёл ни одного матча за клуб.

#### Аренда в «Лиду»
В начале августа 2023 года футболист на правах арендного соглашения присоединился к «Лиде», соглашение с которым было заключено до конца сезона. Дебютировал за клуб футболист 5 августа 2023 года в матче против петриковского «Шахтёра», выйдя на поле в стартовом составе. Первым результативным действием за клуб футболист отличился 9 сентября 2023 года в матче против «Жодино-Южного», отдав голевую передачу. Дебютный гол за клуб забил 16 сентября 2023 года в матче против долбизновской «Нивы». В заключительном матче чемпионата 25 ноября 2023 года против петриковского «Шахтёра» футболист отличился забитым дублем. На итогу сезона футболист вместе с клубом завершил чемпионат на итоговом девятом месте. На протяжении сезона футболист был одним из ключевых игроков лидского клуба, отличившись 6 забитыми голами и 4 результативными передачами. По окончании срока аренды футболист покинул клуб.

#### Аренда «Макслайн»
В феврале 2024 года футболист на правах арендного соглашения перешёл в витебский «Макслайн», соглашение с которым было заключено до конца сезона. Дебютировал за клуб футболист 7 апреля 2024 года в матче против гомельского «Локомотива», выйдя на замену на 66 минуте. Первым результативным действием за клуб футболист отличился 4 мая 2024 года в матче против «Слонима-2017», отдав голевую передачу. Дебютным забитым голом за клуб футболист отличился 26 мая 2024 года в матче против бобруйской «Белшины». По итогу сезона футболист вместе с клубом стал серебряным призёром чемпионата, получив прямое повышение в высший дивизион. На протяжении сезона футболист выступал за клуб в роли одного из основных игроков, отличившись 7 забитыми голами и 6 голевыми передачами. В январе 2025 года футболист покинул витебский клуб по окончании срока арендного соглашения.

#### Сезон 2025 (аренда в «МЛ Витебск»)
Новый сезон футболист начал 22 февраля 2025 года с матча за Суперкубок Беларуси, где уступили минскому «Динамо», однако сам футболист остался на скамейке запасных. В финале Кубка Беларуси 24 мая 2025 года футболист вместе с клубом стал обладателем титула, победив жодинское «Торпедо-БелАЗ», однако также не вышел на поле. В июне 2025 года появилась информация, что футболист может вернуться в «МЛ Витебск». В июле 2025 года футболист официально присоединился к витебскому клубу на правах арендного соглашения, рассчитанного до конца сезона.

## Международная карьера
В августе 2021 года был вызван на учебно-тренировочные сборы юношеской сборной Беларуси до 19 лет. Дебютировал за сборную 3 сентября 2021 года в товарищеском матче против России.

## Достижения
«Неман» Гродно
- Обладатель Кубка Беларуси: 2024/25